# 高橋廣湖
高橋 廣湖（たかはし こうこ、明治8年（1875年）4月1日 - 大正元年（1912年）6月2日）は、日本の明治時代に活動した日本画家。

## 略伝
熊本県鹿本郡山鹿町松坂（現在の熊本県山鹿市）に、浦田長次郎と登喜の長男として生まれる。本名は久馬記（くまき）。長次郎は熊本藩御用絵師の矢野良敬に師事、雪舟の流れをくむ雲谷派に学び、地元山鹿で画塾「観松堂」を開いていた。雪翁・雪長の号を持ち、今でも山鹿周辺の寺社には長次郎が描いた絵馬が多く残っている。初めは父に絵の手ほどきを受け、同じく次弟の一二（号は天鹿）、四男の四郎（号は湖月・廣香）も日本画家になっている。明治25年（1892年）17歳で熊本在住の南画家・犬塚松琴に弟子入りする。松琴は道釈人物画を得意とし、廣湖も南画の筆法と人物画の研究に打ち込む。3年後の明治28年（1895年）には、初号「天鹿」を名乗り熊本へ移住する。
熊本では市内の新鍛冶橋町にあった絵画研究所「共進舎」の教員となり、絵の指導を行いつつ、西洋の陰影法や写実性を取り入れようと模索する。また同年結婚している。
翌年、熊本の東雲座に巡業に来ていた高橋こうと出会う。こうは幕末明初の新吉原で一世を風靡した花魁・今紫（3代目）で、この頃は「阪東かおる」「高橋屋今紫」「錦糸」の名で男女合同劇の女優となり各地を巡業していた。廣湖が舞台上でのこうの舞姿を連日スケッチしていると、ある時こうから声をかけられる。スケッチの出来栄えに感心したこうは、東京で絵の修業をするよう促した。こうと廣湖は二人がかりで父を説得して上京。高橋家の菩提寺繁成寺に寄宿し、明治30年（1897年）亀井裕記なる人物の紹介で松本楓湖の内弟子となり安雅堂画塾に入塾する。門弟の中では今村紫紅と同期で、速水御舟や小茂田青樹らと共に研鑽した。翌年、香川県琴平に門弟を派遣するのに自ら志願、四国へ遊歴する。この頃、師から廣湖の号を授かる。明治32年（1899年）安雅堂画塾生が多く加わる巽画会に参加、同年の第7回日本絵画協会・第2回日本美術院連合絵画共進会に《趙宜子仮寝》を初出品し二等褒状を受ける。翌年、安雅堂画塾から独立し、一時熊本出身の人形師・安本亀八亭を間借りした後、浅草区三好町（現在の台東区蔵前）の一軒家に移る。
同年の第8回日本絵画協会第・3回日本美術院連合絵画共進会に《四季》《苦心経営》《雪月花》を出品、第9回日本絵画協会・第4回日本美術院連合絵画共進会に《春夏秋冬》《秋風》《子供》を出品し銅牌受賞。第10回日本絵画協会・第5回日本美術院連合絵画共進会に《天孫降臨》を出品し銅牌受賞。続く第11回日本絵画協会・第6回日本美術院連合絵画共進会にも《天孫降臨》を出品し銅牌。翌年、第12回日本絵画協会・第7回日本美術院連合絵画共進会に《貴賎苦楽》（熊本県立美術館蔵）を出品し銅牌、第13回日本絵画協会・第8回日本美術院連合絵画共進会に《美人摘草》《田家畳驟雨》《元寇》を出品し銅牌。翌年、第15回日本絵画協会・第9回日本美術院連合絵画共進会に《馬上の杯》《女風呂》を出品、第5回内国勧業博覧会に《薬狩》を出品するなど、キャリアを重ねていく。一方、日本美術院内の研究会・互評会を統合した二十日会、紅児会、橋本雅邦や川合玉堂らが結成した二葉会、小堀鞆音らによる歴史風俗会などに参加、更に研究に励む。この頃、千住の人々とも交流、旦那衆が支援団代「芳廣会」を組織し、廣湖の活動を支えた。なお、高橋こうも上京後も熱心に廣湖を支援し続けていた。廣湖は相続者が不在だった高橋家を継ぐことを決意し、再び父を説得し明治33年（1900年）廣湖の家督を廃嫡、その後次弟一二に譲り、明治39年（1906年）ようやく高橋家の夫婦養子となることが認められる。
同年、今村紫紅とともに巽画会の評議員となり、翌明治40年（1907年）国画玉成会が結成する際には発起人の一人となる。同年、締切に間に合わず第1回文展に《重盛諫言図》が出品拒否されると、後藤新平の働きかけで同作を展示する個展が開かれ、廣湖の名は上がった。明治44年（1911年）花房義質からその一代絵巻を尾竹竹坡と分担制作を依頼されると、翌年5月その取材のため朝鮮を旅行する。ところが、旅行中に猩紅熱にかかり、帰国後これが悪化。6月2日に湯島天神町の自宅で急逝してしまう。享年37。翌年、巽画会の主催で「故高橋廣湖遺墨展覧会」が上野竹の台陳列館で開かれ、『故高橋廣湖作品画集』が刊行された。
弟子に堅山南風、亀井琴仙など。なお、父が没すると浦田家は上京。家督と天鹿の号を継いだ次弟一二のその後は不明だが、四男の四郎は亡くなるまで日本画家として活動を続け、息子に日本芸術院会員となった浦田正夫がいる。

## 作品
| 作品名             | 技法     | 形状・員数         | 寸法（縦x横cm）   | 所有者             | 年代                       | 出品展覧会                                            | 落款・印章                                     | 備考                                    |
| ------------------ | -------- | ------------------ | ----------------- | ------------------ | -------------------------- | ----------------------------------------------------- | ---------------------------------------------- | --------------------------------------- |
| 青砥藤綱探銭図     | 紙本著色 | 四曲一隻           | 99.5x274.6        | 熊本県立美術館     | 1897年（明治30年）         |                                                       |                                                |                                         |
| 水墨猛虎之図       | 絹本墨画 | 1幅                | 154.9x98.6        | 泉屋博古館         | 1900年初め（明治30年中）頃 |                                                       | 款記「廣湖」                                   | 明治37年（1904年）8月に住友友純が購入。 |
| 貴賎苦楽           | 絹本著色 | 六曲一隻           | 171.0x378.0       | 熊本県立美術館     | 1902年（明治35年）         | 第12回日本絵画協会・第7回日本美術院連合絵画共進会銅牌 |                                                |                                         |
| 神武東征図         | 絹本著色 | 1幅                | 111.4x48.4        | 熊本市立熊本博物館 | 1904年（明治37年）         |                                                       |                                                |                                         |
| 十六羅漢図         | 紙本墨画 | 襖4面              |                   | 千住・寺院蔵       | 1904年（明治37年）晩秋     |                                                       | 款記「明治甲辰晩秋為名倉先生／佛弟子廣湖謹書」 |                                         |
| 裂封冊             |          |                    |                   | 熊本県立美術館     | 1905年（明治38年）         | 紅児会6回展                                           |                                                |                                         |
| 賢女賞月之図       | 絹本著色 | 1幅                | 144.0x70.3        | 熊本県立美術館     | 1907年（明治40年）         |                                                       |                                                |                                         |
| 馬上の誉(加茂競馬) | 絹本著色 | 六曲一双           | 161.6x345.6（各） | 三渓園             | 1908年（明治41年）         | 第1回国画玉成会                                       | 款記「廣湖」/朱文円印                          |                                         |
| 春の彼岸詣図屏風   | 絹本著色 | 二曲一隻銀地押絵貼 |                   | 足立区立郷土博物館 |                            |                                                       |                                                |                                         |